# Barnim IX de Poméranie
Pour les articles homonymes, voir Barnim.
 (mars 2024).
Barnim IX de Poméranie (né le 2 décembre 1501 et mort le 2 novembre 1573), parfois nommé Barnim XI si on prend en compte les princes non régnants de ce nom), il est corégent de Poméranie à la mort de son père en 1523 et règne d'abord avec son frère puis avec son neveu sur le Duché de Wolgast jusqu'en 1541. Il règne seul à Szczecin avant de se démettre en 1569.

## Biographie
Barnim IX est le second fils de Bogusław X de Poméranie et d'Anne Jagellon une fille du roi Casimir IV de Pologne, il règne conjointement avec son frère ainé Georges Ier sur Wolgast jusqu'en 1531. Après la mort prématurée de Georges Ier il reste corégent de son neveu Philippe Ier jusqu'en 1541, puis ne conserve pour lui-même que le duché de Szczecin.
Les premières années de son règne sont troublées par son conflit avec le margrave Joachim Ier Nestor de Brandebourg, qui veut annexer la Poméranie. En 1529, cependant un accord permet de libérer la Poméranie de la suzeraineté brandebourgeoise à la condition qu'en cas d'extinction de la famille ducale le duché revienne au Brandebourg.
Barnim IX adopte les doctrines de Martin Luther, et rejoint la ligue de Schmalkalden, mais il ne prend pas part à la guerre qui suit. Son attitude attentiste le laisse sans allié et il doit se soumettre à l'empereur Charles Quint, payer un lourd tribut et accepter l'Interim d'Augsbourg, promulgué à Augsbourg en mai 1548. En 1569, Barnim IX, sans descendance masculine, transfert son duché entre les mains de son petit-neveu Jean-Frédéric de Poméranie et ne garde pour lui que Barth. Il meurt à Szczecin le 2 juin 1573.

## Union et postérité
Le 2 février 1525 Barnim IX épouse Anne de Brunswick-Lunebourg (en), une fille du duc
Henri Ier de Brunswick-Lunebourg. Ils ont 7 enfants :
- Marie (1527 - 1554), épouse en 1544 le comte Otto IV de Schaumbourg.
- Dorothée (1528 - 1558), épouse en 1554, le comte Jean Ier de Mansfeld-Hinterort (d. 1567).
- Alexandra (1534 - morte jeune).
- Elizabeth (1537 - 1554).
- Anna (1531 - 1592), épouse d'abord en 1557 le prince Charles Ier d'Anhalt-Zerbst (1534 - 1561), puis en 1566 le burgrave Henri VI de Plauen (1536 - 1572), et enfin en 1576 le comte Jobst II de Barby-Mühlingen (1544 - 1609).
- Sibylle (1541 -1564)
- Bogusław (XII) (né vers le 27 août 1542 et mort avant le 15 septembre 1542).